# 郭夢麒
郭夢麒（1479年—？），字徵甫，順天府涿州人，民籍，明朝政治人物。

## 生平
正德二年（1507年）丁卯科順天府鄉試第一百十四名舉人。正德十二年（1517年）中式丁丑科會試第三百二十四名，登第三甲第一百三十九名進士。大理寺观政，授曹县知县，致仕卒。

## 家族
曾祖郭亨；祖父郭禮，曾任典史；父郭琮，曾任縣丞。母殷氏。重庆下。弟梦麟、梦龙。